# Белозёрка (Крым)
Белозёрка (до 1948 года Коп-Оту́з; укр. Білозерка, крымскотат. Köp Otuz, Коп Отуз) — исчезнувшее село в Кировском районе Республики Крым, располагавшееся на севере района, в степной зоне Крыма, у берега Сиваша, примерно в 2,5 км к северо-востоку от современного села Токарево.

## История
Первое документальное упоминание села встречается в Камеральном Описании Крыма… 1784 года, судя по которому, в последний период Крымского ханства Коп-Отус входил в Старо-Крымский кадылык Кефинского каймаканства.
После присоединения Крыма к России (8) 19 апреля 1783 года, (8) 19 февраля 1784 года, именным указом Екатерины II сенату, на территории бывшего Крымского Ханства была образована Таврическая область и деревня была приписана к Левкопольскому, а после ликвидации в 1787 году Левкопольского — к Феодосийскому уезду Таврической области. После Павловских реформ, с 1796 по 1802 год, входила в Акмечетский уезд Новороссийской губернии. По новому административному делению, после создания 8 (20) октября 1802 года Таврической губернии, Коп-Отуз был включён в состав Парпачской волости Феодосийского уезда.
По Ведомости о числе селений, названиях оных, в них дворов… состоящих в Феодосийском уезде от 14 октября 1805 года, в деревне Коб-утуз числилось 10 дворов и 82 жителя. На военно-топографической карте генерал-майора Мухина 1817 года деревня Коп отуз обозначена также с 10 дворами. После реформы волостного деления 1829 года Коп Отуз, согласно «Ведомости о казённых волостях Таврической губернии 1829 года», отнесли к Агерманской волости (переименованной из Парпачской). На карте 1836 года в деревне 27 дворов, как и на карте 1842 года.
В 1860-х годах, после земской реформы Александра II, деревню приписали к Арма-Элинской волости. Согласно «Списку населённых мест Таврической губернии по сведениям 1864 года», составленному по результатам VIII ревизии 1864 года, Коп-Отуз — общинная татарская деревня с 10 дворами и 40 жителями близ Сиваша. По обследованиям профессора А. Н. Козловского начала 1860-х годов, в селении «все без исключения колодцы с весьма солёною водою, годною лишь для животных. Людьми же в пищу не употребляется». На трёхверстовой карте Шуберта 1865—1876 года в деревне Коп-Отуз обозначено 10 дворов.
По «Памятной книге Таврической губернии 1889 года», по результатам Х ревизии 1887 года, в деревне Коп-Отуз, уже Владиславской волости, числилось 32 двора и 149 жителей. По «…Памятной книжке Таврической губернии на 1892 год» в деревне Коп-Отуз, входившей в Унгутское сельское общество, числилось 76 жителей в 15 домохозяйствах, а в не входившем в сельское общество — 62 безземельных. По «…Памятной книжке Таврической губернии на 1902 год» в деревне Коп-Отуз числилось 169 жителей в 16 домохозяйствах. По Статистическому справочнику Таврической губернии. Ч.II-я. Статистический очерк, выпуск пятый Феодосийский уезд, 1915 год, в деревне Коп-Отуз Владиславской волости Феодосийского уезда числилось 30 дворов (20 дворов с землёй, 10 — безземельные) с татарским населением в количестве 130 человек приписных жителей и 21 — «посторонних», из которых 80 мужчин и 71 женщина. Жители владели 350 десятинами удобной земли. В хозяйствах имелось 64 лошади, 29 волов, 31 корова и 504 головы овец, свиней, или коз.
После установления в Крыму Советской власти, по постановлению Крымревкома от 8 января 1921 года была упразднена волостная система и село вошло в состав вновь созданного Владиславовского района Феодосийского уезда, а в 1922 году уезды получили название округов. 11 октября 1923 года, согласно постановлению ВЦИК, в административное деление Крымской АССР были внесены изменения, в результате которых округа ликвидировались и Владиславовский район стал самостоятельной административной единицей. Декретом ВЦИК от 4 сентября 1924 года «Об упразднении некоторых районов Автономной Крымской С. С. Р.» в октябре 1924 года район был преобразован в Феодосийский и село включили в его состав>. Согласно Списку населённых пунктов Крымской АССР по Всесоюзной переписи 17 декабря 1926 года, в селе Коп-Отуз, центре, упразднённого к 1940 году, Коп-Отузского Феодосийского района, числилось 32 двора, из них 30 крестьянских, население составляло 135 человек, все татары, действовала татарская школа I ступени. Постановлением ВЦИК «О реорганизации сети районов Крымской АССР» от 30 октября 1930 года из Феодосийского района был выделен (воссоздан) Старо-Крымский район (по другим сведениям 15 сентября 1931 года) и село включили в его состав, а, с образованием в 1935 году Кировского — в состав нового района. По данным всесоюзной переписи населения 1939 года в селе проживало 22 человека.
В 1944 году, после освобождения Крыма от фашистов, согласно постановлению ГКО № 5859 от 11 мая 1944 года, 18 мая крымские татары были депортированы в Среднюю Азию. 12 августа того же года было принято постановление № ГОКО-6372с «О переселении колхозников в районы Крыма» и в сентябре того же года в район приехали первые переселенцы, 428 семей, из Тамбовской области, а в начале 1950-х годов последовала вторая волна переселенцев. С 1954 года местами наиболее массового набора населения стали различные области Украины. С 25 июня 1946 года Коп-Отуз в составе Крымской области РСФСР. Указом Президиума Верховного Совета РСФСР от 18 мая 1948 года, Коп-Отуз переименовали в Белозёрку. 26 апреля 1954 года Крымская область была передана из состава РСФСР в состав УССР. Время включения в Токаревский сельсовет пока не установлено: на 15 июня 1960 года село уже числилось в его составе. Ликвидировано к 1968 году (согласно справочнику «Крымская область. Административно-территориальное деление на 1 января 1968 года» — в период с 1954 по 1968 год, как село Токаревского сельсовета).

### Динамика численности населения
| - 1805 год — 82 чел. - 1864 год — 40 чел. - 1889 год — 149 чел. - 1892 год — 138 чел. | - 1902 год — 169 чел. - 1915 год — 130/21 чел. - 1926 год — 135 чел. - 1939 год — 22 чел. |